# Brit
Pour les articles homonymes, voir Brit (homonymie).
Le fleuve côtier Brit (en anglais : River Brit) est un petit fleuve côtier situé dans le district du West Dorset, dans le comté du Dorset, dans le sud-ouest de l’Angleterre. Il se jette dans la Manche, à West Bay.

## Géographie
De quatorze kilomètres de longueur, ce fleuve au débit modeste, de régime pluvial océanique, prend sa source juste au nord-est de Beaminster puis coule vers le sud en traversant Netherbury, puis Pymore, à la hauteur de Bradpole et enfin Bridport, où il est rejoint par des affluents, les rivières Simene (rive droite), puis Asker (en) (rive gauche).
Sa sinuosité tout au long de son cours forme de nombreux méandres. Son embouchure maritime est située dans le sud du territoire de Bridport, dans la station balnéaire de West Bay, juste après avoir traversé le Bridport Harbour, port de pêche et aujourd’hui touristique autour duquel s’est développé West Bay et qui a été aménagé dans l’estuaire du cours d’eau.

## Affluents
- Simene (rd)
- Asker (en) (rg[note 2])

## Hydrologie
Son régime hydrologique est dit pluvial océanique.

## Aménagements et écologie

### Port de pêche maritime
La voie navigable formée par la partie terminale du fleuve Brit, qui permet de relier le bassin du port et la Manche, se prolonge en mer par un chenal encadré par deux jetées. Il est à noter que cette section du cours d’eau est la seule qui soit vraiment navigable, son lit étant barré par un barrage en amont du Bridport Harbour.

### Faune, flore et écologie
Le cours d’eau a souffert de la pollution causée par les industries utilisant le chanvre et de lin cultivé localement et les eaux usées des égouts, mais son environnement s'est amélioré ces dernières années. Parmi les espèces de poissons répertoriées sont la loche franche, la truite brune et le méné. Récemment, il y a eu des observations régulières de loutres avec des petits. Le martin-pêcheur est lui aussi présent.
Cependant, la propagation rapide sur les rives du fleuve Brit de la balsamine de l'Himalaya menace la flore indigène en formant des peuplements denses qui bloquent la lumière. Une autre fleur sauvage exotique apparue le long des berges du cours d’eau est la berce du Caucase qui peut atteindre jusqu'à trois mètres et demi de hauteur avec des parties florales mesurant 45 centimètres de diamètre. Cette énorme ombellifère peut être observée près de Beaminster.

## Étymologie
Le nom de la rivière est dérivé de la ville de Bridport, qui est situé sur ses rives. Bridport à son tour tire son nom de la rivière Bride, du bassin versant voisin à l'est, qui a de fortes connexions avec les origines de Bridport. Avant la création de Bridport, le fleuve Brit a été nommé Wooth. Certains lieux-dits dans sa vallée, comme Wooth Manor et Camesworth, ont des noms qui reflètent l'ancien nom de la rivière.

## Galerie

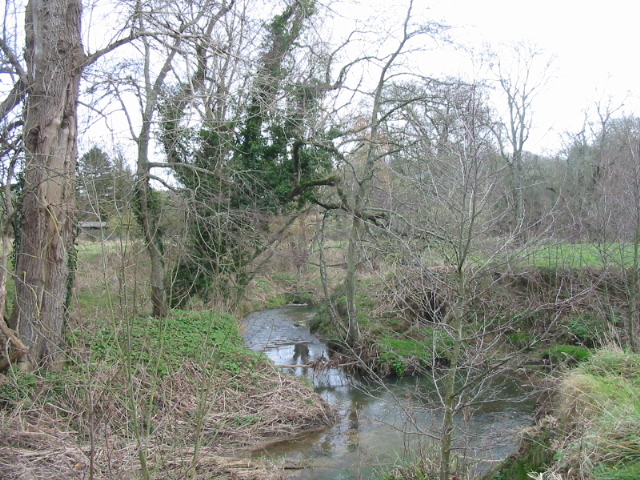
Brit au niveau d’Oxbridge Farm, entre Netherbury et Pymore.
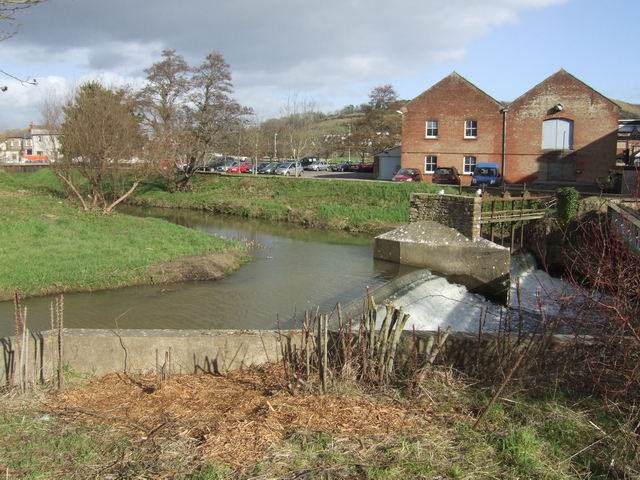
Confluent du fleuve Brit (au premier plan) et de la rivière Asker (au second plan à gauche), au sud du centre-ville de Bridport.
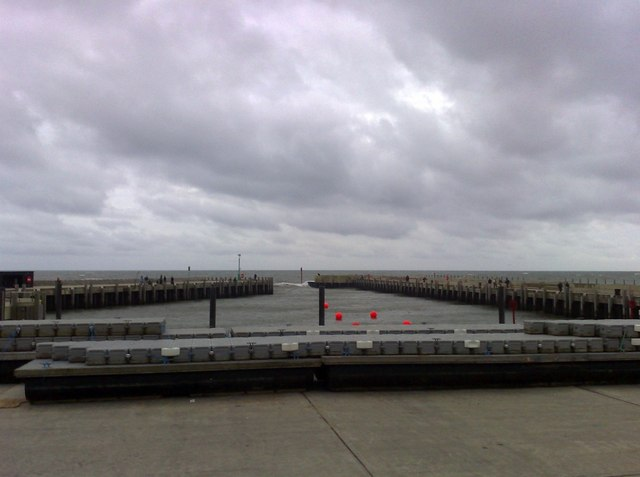
Encadrée par deux jetées, l’embouchure du fleuve Brit. Au fond, la Manche.